# Sarpreet Singh
Sarpreet Singh (Auckland, 20 de febrero de 1999) es un futbolista neozelandés que juega como centrocampista en el F. K. TSC.

## Carrera
En 2015 llegó al Wellington Phoenix Reserves, equipo filial del Wellington Phoenix que participa en la primera división de Nueva Zelanda. Durante la temporada 2016-17 hizo su debut con el primer equipo en la A-League al ingresar desde el banco en una derrota por 5-1 ante el Melbourne City, y posteriormente volvería a jugar en la victoria por 5-0 ante el Newcastle United Jets. Ya en 2017, firmó un contrato profesional.
El 1 de julio de 2019 fichó por el Bayern de Múnich para jugar en su filial. Tras disputar 22 partidos y anotar siete goles en la 3. Liga, además de jugar dos partidos de 1. Bundesliga con el primer equipo, el 7 de agosto de 2020 fue cedido una temporada al 1. F. C. Núremberg, aunque en enero de 2021 se canceló la cesión y regresó a Múnich. En el mes de julio volvió a ser prestado y se marchó al SSV Jahn Regensburg. Después de este préstamo, en julio de 2023, se  desvinculó del conjunto bávaro y firmó por tres años con el F. C. Hansa Rostock. Sin embargo, tras el primero de ellos fichó por el U. D. Leiria portugués. Allí también estuvo una campaña y en julio de 2025 se unió al F. K. TSC.

### Clubes
| Club                         | País          | Año       | Partidos | Goles |
| ---------------------------- | ------------- | --------- | -------- | ----- |
| Wellington Phoenix Reserves  | Nueva Zelanda | 2015-2017 | 35       | 8     |
| Wellington Phoenix F. C.     | Nueva Zelanda | 2017-2019 | 40       | 9     |
| Bayern de Múnich II          | Alemania      | 2019-2020 | 22       | 7     |
| Bayern de Múnich             | Alemania      | 2019-2020 | 2        | 0     |
| 1. F. C. Núremberg (cedido)  | Alemania      | 2020-2021 | 12       | 0     |
| Bayern de Múnich II          | Alemania      | 2021      | 16       | 3     |
| SSV Jahn Regensburg (cedido) | Alemania      | 2021-2023 | 41       | 7     |
| F. C. Hansa Rostock          | Alemania      | 2023-2024 | 16       | 1     |
| U. D. Leiria                 | Portugal      | 2024-2025 | 20       | 4     |
| F. K. TSC                    | Serbia        | 2025-     |          |       |

### Selección nacional
Disputó cinco de los siete partidos que la selección de Nueva Zelanda sub-17 disputó en su camino al título en el Campeonato de la OFC 2015. Disputaría a su vez, ese mismo año, la Copa Mundial Sub-17. Con el combinado sub-20 se proclamó campeón del Campeonato de la OFC 2016 y participó en la Copa Mundial de 2017.
Debutó con la selección mayor el 24 de marzo de 2018 en un amistoso que fue derrota por 1-0 ante Canadá. El 2 de junio de ese mismo año anotó su primer gol internacional en una derrota 2-1 ante Kenia.

#### Partidos y goles internacionales
| Partidos y goles internacionales | Partidos y goles internacionales | Partidos y goles internacionales | Partidos y goles internacionales | Partidos y goles internacionales | Partidos y goles internacionales | Partidos y goles internacionales |
| #                                | Fecha                            | Estadio                          | Rival                            | Resultado                        | Competición                      | Gol(es)                          |
| -------------------------------- | -------------------------------- | -------------------------------- | -------------------------------- | -------------------------------- | -------------------------------- | -------------------------------- |
| 2018                             |                                  |                                  |                                  |                                  |                                  |                                  |
| 1                                | 24 de marzo                      | Pinatar Arena, Murcia            | Canadá                           | 0 – 1                            | Amistoso                         |                                  |
| 2                                | 2 de junio                       | Mumbai Football Arena, Bombay    | Kenia                            | 1 – 2                            | Copa Intercontinental 2018       | 1 (1)                            |
| 3                                | 5 de junio                       | Mumbai Football Arena, Bombay    | China Taipéi                     | 1 – 0                            | Copa Intercontinental 2018       |                                  |
| 4                                | 7 de junio                       | Mumbai Football Arena, Bombay    | India                            | 2 – 1                            | Copa Intercontinental 2018       |                                  |

## Palmarés

### Campeonatos nacionales
| Título     | Club                | País     | Año     |
| ---------- | ------------------- | -------- | ------- |
| Bundesliga | Bayern de Múnich    | Alemania | 2019-20 |
| 3. Liga    | Bayern de Múnich II | Alemania | 2019-20 |

### Campeonatos internacionales
| Título                      | Club (*)             | País                  | Año  |
| --------------------------- | -------------------- | --------------------- | ---- |
| Campeonato Sub-17 de la OFC | Nueva Zelanda sub-17 | Samoa Samoa Americana | 2015 |
| Campeonato Sub-20 de la OFC | Nueva Zelanda sub-20 | Vanuatu               | 2016 |

(*) Incluyendo la selección.